# Macao (tärningsspel)

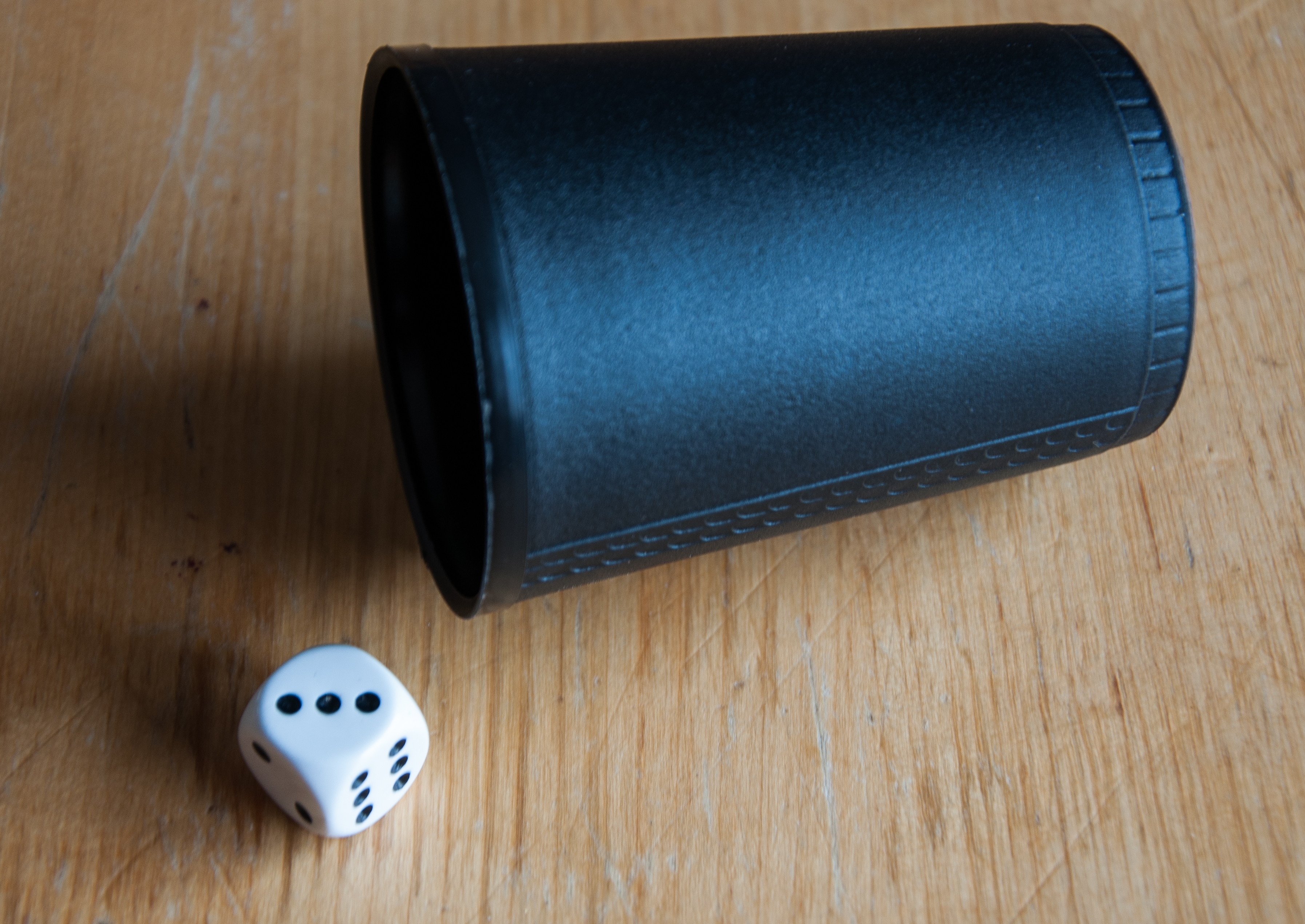
Macao spelas med en enda tärning och en tärningsbägare.

Macao, Makao eller Böse Neun är ett tärningsspel med en enda tärning för två eller flera spelare som måste nå en i förväg fastställd poängsumma utan att överskrida den. Spelet liknar ett flertal andra tärningsspel, i synnerhet de tyska spelen Über 12 ist tot (Över 12 är död) och Fünfzehn (Femton) samt kortspelen Tjugoett  och Black Jack.
Tärningsspelet Macao härrör från kortspelet Macao som i sig är en möjlig föregångare till det populära hasardspelet Baccarat. Liksom sin kusin med samma namn kommer dess namn från kinesiska regionen Macao.

## Spelets gång
Spelarna turas om att kasta tärningen ett valfritt antal gånger i syfte att komma så nära poängsumman 9 med sina kast (varje kast adderas till de föregående). En spelare som får fler poäng än nio är "död" och hoppar av. Vinnaren är den spelare som får exakt 9 eller, om ingen gör det, den spelare som kommer närmast en poängsumma på nio utan att överskrida den.
Målpoängen kan variera. I spelet Femton följs samma regler men målet är 15 poäng. I Över 12 är död är målpoängen 12 och spelare måste kasta tre gånger, varefter de kan riskera ett fjärde kast om de vill.
Som i liknande spel är spelarnas taktik en avgörande faktor. De senare spelarna i en runda har fördelen av att känna till de tidigare spelarnas kast och kan fatta sina beslut om ytterligare kast därefter.